# Parque nacional Nevado de Colima
El Parque Nacional "Volcán Nevado de Colima" es un parque natural mexicano, se encuentra ubicado entre los límites de los estados de Jalisco (89 %) y Colima (11 %). El parque alberga al Volcán de Colima y al Nevado de Colima, del cual toma su nombre. Por decreto del gobierno mexicano fue declarado el 5 de septiembre de 1936. Cubre una superficie total de 9,375 hectáreas y es administrado por la Secretaría de Medio Ambiente y Recursos Naturales del estado de Jalisco. El parque cuenta con caseta de control, estacionamientos, cabañas y un albergue.

## Decreto
El 5 de septiembre de 1936, siendo presidente Lázaro Cárdenas del Río, fue declarado parque nacional de México, convirtiéndose en uno de los primeros parques del país. En 1940 el gobierno de México modificó el decreto, en el cual se fijaron sus actuales límites, y el 6 de diciembre de 1940 lo publicó en el Diario Oficial de la Federación.

## Aspectos físicos
Geográficamente se encuentra entre las coordenadas 103°33'20" y 103°40'40" de longitud oeste y 19°28'07" y 19°36'20" de latitud norte. De Jalisco abarca los municipios de Zapotitlán de Vadillo, Tuxpan y Tonila; y de Colima, los municipios de Cuauhtémoc y Comala. El acceso se realiza por la carretera Ciudad Guzmán–El Grullo.
El área natural se ubica en el Sistema Neovolcánico Transversal. Presenta elevaciones que van desde los 2,200 hasta los 4, 260 metros sobre el nivel del mar. Dentro del parque se encuentran dos de las cumbres más importantes de México, el volcán y el  Nevado de Colima, las cuales se encuentran a una distancia de 9 kilómetros, una de la otra. El suelo se compone principalmente por cenizas volcánicas. En el área del parque se pueden apreciar barrancas, bosques, cañadas, ríos y lagunas.
- El Nevado de Colima: posee 4,260 metros de altitud, es un antiguo macizo volcánico, su cráter mide 150 metros de diámetro.
- El Volcán de Fuego de Colima: es un volcán activo del tipo estratovolcán, cuenta con 3,930 metros de altitud, su cráter mide 1,800 metros de diámetro y posee 250 metros de profundidad. Su formación se remonta a principios del Pleistoceno, las rocas se componen de basalto, horblenda, andesita y pómex. El volcán continuamente emite gases y vapores, el 6 de junio de 2005, se produjo la erupción más grande en 20 años.[2]

### Flora y fauna
De acuerdo al Sistema Nacional de Información sobre Biodiversidad de la Comisión Nacional para el Conocimiento y Uso de la Biodiversidad (CONABIO) en el Parque Nacional Volcán Nevado de Colima habitan más de 940 especies de plantas y animales de las cuales 63 se encuentra dentro de alguna categoría de riesgo de la Norma Oficial Mexicana NOM-059  y 12 son exóticas,

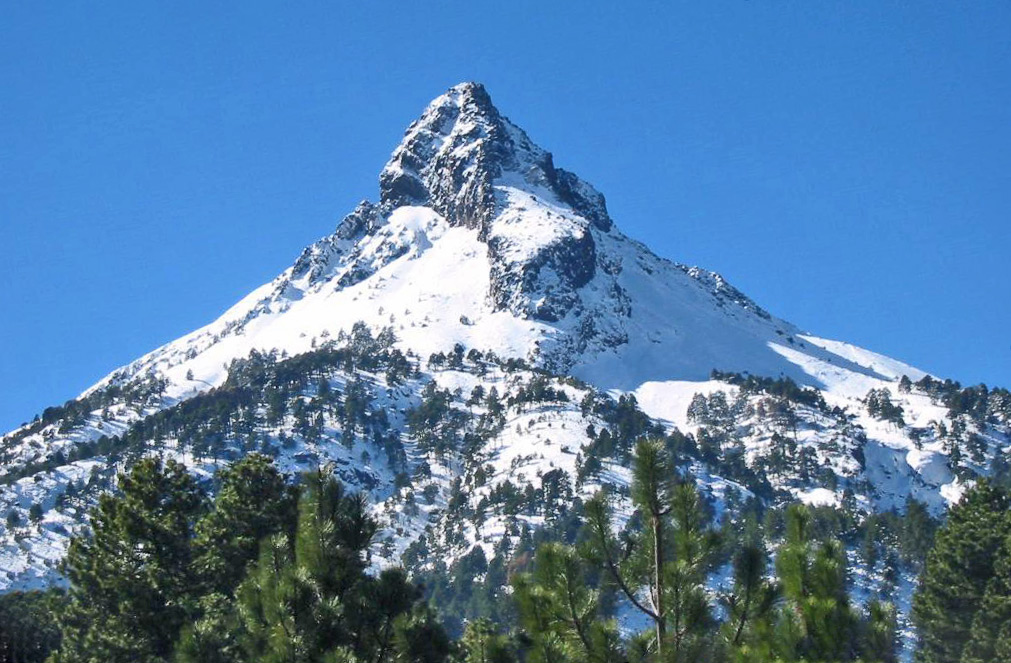
Cima del Nevado El Colima.

Las laderas están cubiertas por bosques mixtos de pino, oyamel y encino; los cuales terminan en las partes altas de las montañas. En las partes bajas predomina el pino, aunque también se encuentran especies de musgos, lupinus, senecio buddleia, salvia y eupatorium. Entre las plantas destacan las arenarias, drabas y festucas.
El parque es el hogar de una gran fauna, se compone de diversos animales entre ellos: el halcón, puma, armadillo, colibrí, venado, pecarí, coyote, mapache, ardilla, cenzontle, perico, lince rojo, vacas y diversos reptiles. Mención especial merecen el chipe rojo, ave endémica de México que ha sido elegida como símbolo del parque nacional, así como el jaguar que si bien no es una especie residente en el parque, a menudo lo atraviesa cuando se mueve de una zona montañosa a otra.

### Clima
El parque presenta 3 tipos de clima: clima frío, tropical y templado. Su temperatura media entre los meses de enero y febrero es entre 5 y 7 °C. Durante el verano (abril y mayo) la temperatura media es entre 16 y 34 °C. Durante el invierno la temperatura media es entre -2 y 5 °C.

## Actividades recreativas

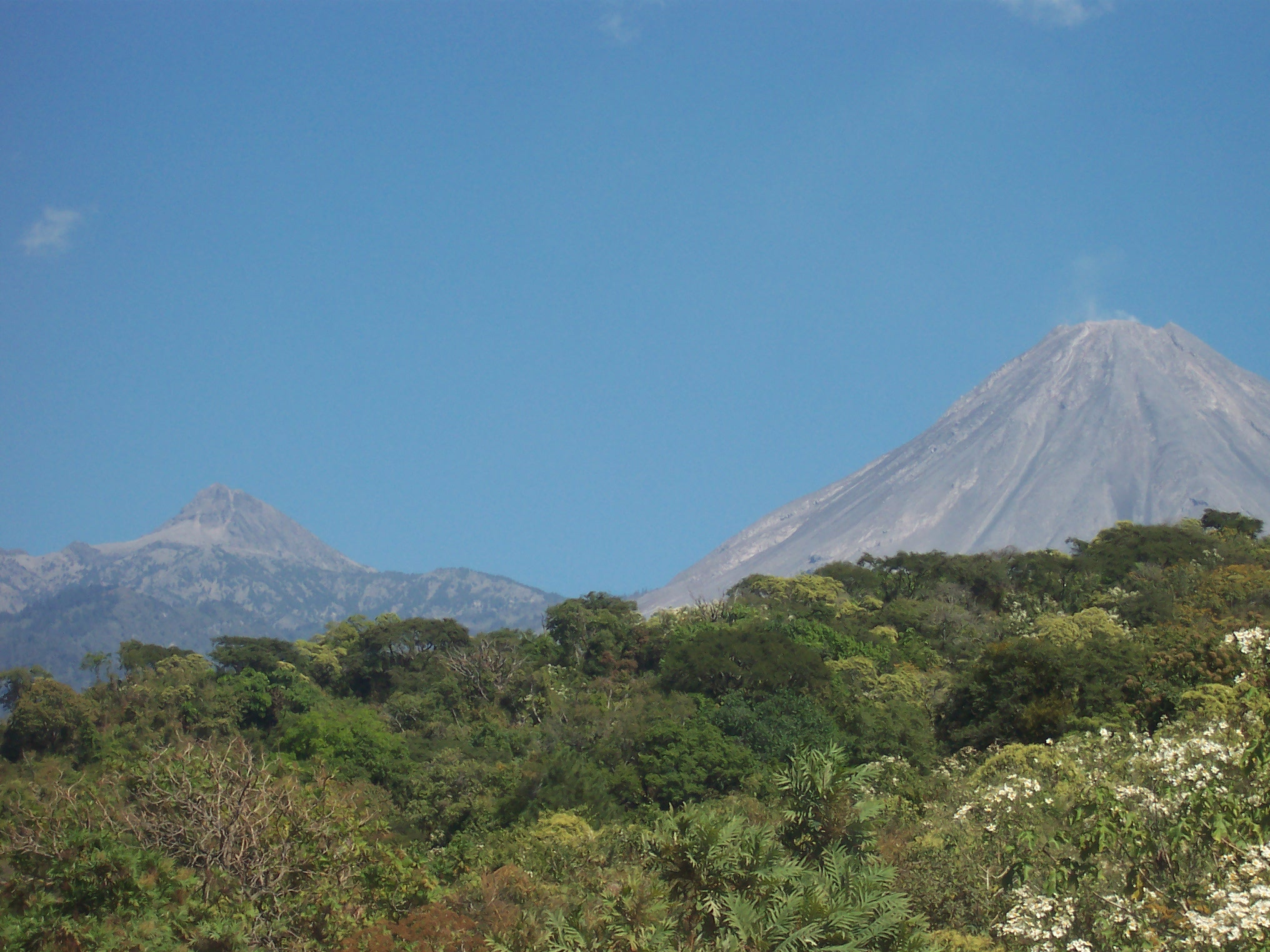
Parque Nacional El Nevado de Colima.

Dentro del parque se practica el ecoturismo, destacan el excursionismo, el montañismo, el ciclismo de montaña y el alpinismo. El parque es visitado por turistas nacionales y extranjeros. Instituciones educativas visitan el parque con fines educativos y recreativos, se realizan días de campo, campamentos y estudio de la fauna y flora silvestre. Existen lugares oficiales de acampado en la Zona de La Joya, La Caperuza, Curva del Leñador y paraje La Calle, donde tendrás cercanía a herramientas para controlar tu fogata, refugios y sanitarios.

## Situación actual
El parque sufre de varios problemas, entre ellos: cacería furtiva, incendios provocados, tala clandestina.
Sin embargo sufre varios avances significativos: Creación del  Centro de Educación Ambiental La Joya que cuenta con sala audiovisual, mural interactivo y un laboratorio botánico, Vivero Tecnificado de alta montaña único en México, Centro de Cultura Ambiental con auditorio, zona para estudiantes y científicos, comedor, sanitarios, con posibilidad de hospedaje a visitantes. Actualmente la sociedad civil organizada intervienen en las decisiones de conservación y restauración así como captación de donativos a través del Patronato del Nevado de Colima y Cuencas adyacentes AC.